# Lac Enriquillo
Le lac Enriquillo est une grande étendue d'eau salée située en République dominicaine.

## Géographie
Le lac se trouve au fond de la plaine du Cul-de-Sac, entre la sierra de Neiba au nord et la sierra de Baoruco au sud.
Il mesure entre 15 et 20 kilomètres de long sur 2,5 kilomètres de large pour une superficie est de 375 kilomètres carrés, ce qui en fait du plus grand lac des Caraïbes. En son milieu se trouve une grande île d'une superficie de 26 km2 : l'île Cabritos, qui constitue un « parc national ».
Malgré le fait que le lac soit alimenté par les rivières qui s'écoulent depuis la chaîne de Baoruco, l'évaporation est supérieure à ces apports depuis qu'il a été séparé de la mer, de sorte que sa teneur en sel est de 60 grammes par litre, soit presque le double de l'eau de mer. 

## Histoire géologique
Il y a un million d'années, la vallée de la plaine du Cul-de-Sac était un golfe marin qui fut comblé en partie par des sédiments fluviaux, notamment ceux de la rivière Yaque del Sur et de la rivière Jimani. Mais, il y a environ 10 000 ans, le niveau des océans remonte à cause de la fonte des glaciers due à la déglaciation post-würmienne, et la mer envahit à nouveau la vallée. Des récifs coralliens se forment. Puis son embouchure fut de nouveau comblée par les sédiments du Yaque del Sur, il y a 2 500 ans, et, dans le lac ainsi formé, le niveau de l'eau descendit par évaporation (ce dont témoignent les coraux fossiles qui se trouvent actuellement à plusieurs mètres au-dessus de la surface du lac).
Toutefois la mer s'infiltre encore dans le lac à travers les alluvions du Yaque del Sur, car régulièrement les eaux du lac Enriquillo montent, engloutissant des milliers d’hectares de terres agricoles. Les mouvements tectoniques de l'île d'Hispaniola peuvent aussi avoir joué un rôle dans l'histoire géologique du lac.

## Faune
Ce lac d'eau salé est le territoire d'une sous-espèce naine du crocodile américain qui s'est acclimaté à cet environnement particulier. Le flamant des Caraïbes cohabite avec le crocodile autour de ce lac.